# Respawn Entertainment
 （中国大陆译为“重生娱乐”）是一家位於美國加州洛杉矶谢尔曼奥克斯市的電子遊戲開發商，公司成立於2010年，由開發了知名第一人稱射擊遊戲《使命召喚》系列的 Infinity Ward 工作室的兩位共同創辦人Jason West、Vince Zampella及一些前員工組成。公司于2017年被艺电收购。

## 公司歷史

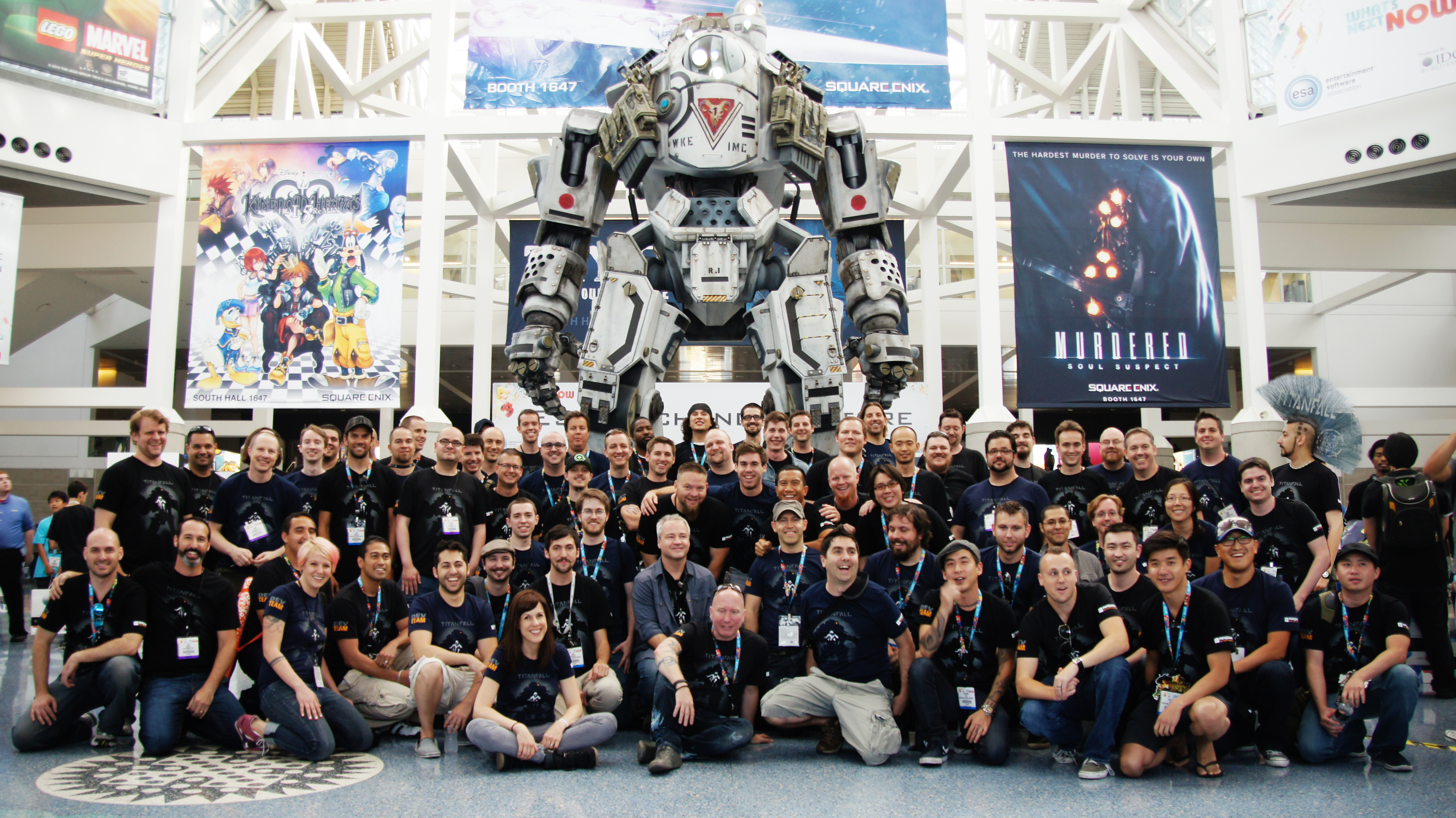
Respawn Entertainment 在 E3 2013 的公司員工合照

2010年3月1日，動視暴雪在呈交予美國證券交易委員會的公司年報中提及，動視暴雪子公司 Infinity Ward（簡稱IW）的兩位高級員工因「違反合約與抗命」（breaches of contract and insubordination）而被解僱，然而該年報並沒有透露兩位「高級員工」為何人。在同一時間，IW的兩位創辦人Jason West及Vince Zampella在他們的LinkedIn頁面中透露了他們已經離開了Infinity Ward，和公司年報不謀而合。其後，美國動視承認他們已經解僱Jason West和Vince Zampella，共且他們二人的職位由動視的首席技術官Steve Pearce及公司生產部主管Steve Ackrich暫時補上。
2010年4月12日，據洛杉磯時報報導，Jason West及Vince Zampella正組成一家新的獨立遊戲工作室，最初並未確定工作室為何名，但在大量前IW員工加入後決定更名為「Respawn Entertainment」，寓意IW工作室的重生。他們經由藝電的EA合作夥伴計劃尋求經費，同時他們可擁有保留所有由他們製作的知識產權的權力，而藝電則全權擁有作品的發佈權。
至2010年7月10日為止，46名Infinity Ward的離職員工當中，共有38名選擇跟隨兩位創辦人進入Respawn Entertainment。
根據數名加入Respawn Entertainment的員工表示，工作室預計在2010年5月開始製作首支遊戲作品。
2013年3月4日，Vince Zampella在Respawn Entertainment官方網頁中表示，Jason West因家庭原因而離開了Respawn Entertainment。而在遊戲新聞網站Kotaku，一名不願透露名稱的消息來源者稱，Jason West從2012年5月開始就已經沒有參與工作室內任何工作，包括他們的第一款遊戲。
美国时间2017年11月9日，EA宣布收购Respawn Entertainment。EA将通过1.51亿美元的现金和以股份形式的1.64亿美元支付收购费用，此外EA还将在未来提供1.4亿美元的额外薪金作为工作室如果能在2022年以前达到预期商业目标的奖励。此外有消息称在此次收购前，韩国著名游戏公司Nexon曾提出收购要约，但被EA击败。
2020年5月，Respawn Entertainment宣布将在加拿大的温哥华组建新的分公司，将主要负责《Apex 英雄》的更新与维护。

## 開發遊戲作品
| 年份       | 遊戲名稱                | 平台                                                                       | 發行商       |
| ---------- | ----------------------- | -------------------------------------------------------------------------- | ------------ |
| 2014年     | 泰坦天降                | Xbox One、Xbox 360、PC                                                     | 藝電         |
| 2016年     | 泰坦降臨2               | Xbox One、PlayStation 4、PC                                                | 藝電         |
| 2019年     | Apex 英雄               | Xbox Series X/S、Xbox One、PlayStation 5、PlayStation 4、任天堂Switch、PC  | 藝電         |
| 2019年     | 星球大戰 絕地：組織殞落 | Xbox Series X/S、Xbox One、PlayStation 5、PlayStation 4、Google Stadia、PC | 藝電         |
| 2020年     | 荣誉勋章：超越巅峰      | PC                                                                         | Oculus、藝電 |
| 2023年     | 星際大戰 絕地：倖存者   | Xbox Series X/S、PlayStation 5、PC                                         | 藝電         |
| 预计2026年 | 星際大戰：零號連隊      | Xbox Series X/S、PlayStation 5、PC                                         | 藝電         |

## 外部連結
- （英文）官方网站
- （英文）Respawn Entertainment的X（前Twitter）